# Maison zum Kragen
La maison zum Kragen est un monument historique situé à Colmar, dans le département français du Haut-Rhin.

## Localisation
L'édifice est situé au 9, rue des Marchands à Colmar.

## Historique
La maison, construite par Claus Sattmann, est citée dès le XIVe siècle. Elle s'effondre en 1586. Le poteau central de la galerie du troisième étage est daté de 1588.
Le poteau d'angle, daté de 1609, provient d'une maison de la rue Berthe-Molly.
À noter qu'un passage étroit (autrefois nommé Kragengässlein) situé entre cette maison et l'ancien corps de garde relie la place de la Cathédrale et la rue des Marchands.
Les façades et toitures de la maison font l'objet d'un classement au titre des monuments historiques depuis le 16 février 1949.

## Architecture
La maison est construite en pan de bois et le poteau d'angle sculpté présente un drapier tenant une aune.